# Florentina Mallá
Florentina Mallá (14 juillet 1891 - 7 juin 1973) est une compositrice et pianiste tchèque.

## Biographie
Elle étudie le piano au Conservatoire de Prague avec Josef Jiránek. Elle obtient son diplôme en 1913 et étudie ensuite la composition en cours privé avec Vítězslav Novák. Elle arrête la composition pendant les années communistes.
Elle a composé des œuvres didactiques pour piano, une sonatine et un prélude pour piano et une cinquantaine de chansons.
Elle meurt à Prague,.